# Hyvinkää Falcons 1983
Questa voce raccoglie le informazioni riguardanti gli Hyvinkää Falcons nelle competizioni ufficiali della stagione 1983.
Non sono noti tutti gli incontri.

## Vaahteraliiga 1983

### Stagione regolare
| 1983 1ª giornata | Hyvinkää Falcons | 6 – 16 | Turku Trojans |  |

| 1983 2ª giornata | Espoo Poli | 33 – 0 | Hyvinkää Falcons |  |

| 1983 3ª giornata | Hyvinkää Falcons | 0 – 20 | MAJS |  |

| 1983 4ª giornata | Hyvinkää Falcons | 0 – 55 | Helsinki Roosters |  |

| 1983 5ª giornata | Helsinki Rams | 27 – 0 | Hyvinkää Falcons |  |

| 1983 6ª giornata | Vantaan TAFT | 54 – 0 | Hyvinkää Falcons |  |

| 1983 7ª giornata | Hyvinkää Falcons | 0 – 40 | East City Giants |  |

## Statistiche di squadra
| Competizione      | %Vittorie | In casa | In casa | In casa | In casa | In casa | In casa | In trasferta | In trasferta | In trasferta | In trasferta | In trasferta | In trasferta | Totale | Totale | Totale | Totale | Totale | Totale |
| Competizione      | %Vittorie | G       | V       | N       | P       | Pf      | Ps      | G            | V            | N            | P            | Pf           | Ps           | G      | V      | N      | P      | Pf     | Ps     |
| ----------------- | --------- | ------- | ------- | ------- | ------- | ------- | ------- | ------------ | ------------ | ------------ | ------------ | ------------ | ------------ | ------ | ------ | ------ | ------ | ------ | ------ |
| Stagione regolare | .000      | 4       | 0       | 0       | 4       | 6       | 131     | 3            | 0            | 0            | 3            | 0            | 114          | 7      | 0      | 0      | 7      | 6      | 245    |
| Totale            | .000      | 4       | 0       | 0       | 4       | 6       | 131     | 3            | 0            | 0            | 3            | 0            | 114          | 7      | 0      | 0      | 7      | 6      | 245    |